# 最後的蘇格蘭王
《最後的蘇格蘭王》（英語：The Last King of Scotland）是一部英國劇情電影，改編自吉利斯·福登的同名小說。電影關於虛構角色尼古拉斯·加瑞根（詹姆斯·麥艾維飾）成為烏干達獨裁者伊迪·阿敏（ 佛瑞斯·惠特克飾）私人醫生的故事，根據阿敏的真實暴政改編。片名來自阿敏的自稱「蘇格蘭王」。
佛瑞斯·惠特克凭借此片获得奥斯卡最佳男主角奖、金球獎最佳戲劇類電影男主角、英國電影學院獎最佳男主角、美國演員工會獎最佳男主角。

## 劇情
1970年的蘇格蘭，尼古拉斯·加瑞根（詹姆斯·麥艾維飾）從醫學院畢業，但他不想繼承父業，所以通过掷飞镖隨意地挑選了一個國家行醫。最终，他选择去了烏干達一家由大衛·梅里特和妻子設立的診所。
加瑞根到達烏干達時，正值伊迪·阿敏將軍（科力士·韋德加飾）發動政變推翻總統米爾頓·奧博特。加瑞根出于好奇前去观看了阿敏的演讲大会，在会上受到阿敏的人格魅力影响对其产生狂热的崇拜之情。然后加瑞根在回去的路上被一个军官拦下，说是阿敏的车被牛撞到手部受伤，让加瑞根去给阿敏治疗，加瑞根在治療阿敏手伤时，旁边被车撞伤的牛不停的乱叫，加瑞根嫌牛太吵，顺手拿过阿敏的手枪打死了牛，加瑞根的果断举动受到阿敏的赏识，又得知加瑞根是苏格兰人时感到很高兴，因为阿敏一向很敬佩蘇格蘭長期忍受英格蘭的統治，所以他很高興加瑞根是蘇格蘭人。加瑞根很欣賞阿敏的魅力和建立平等國家的抱負。阿敏主動要求用自己的軍服和加瑞根寫著「蘇格蘭」的汗衫交換。幾日後，阿敏邀請加瑞根成為他的私人醫生，負責改革烏干達的醫療系統。
加瑞根很快便獲得阿敏信任。阿敏不但在醫療事務上信任他，甚至連國事也諮詢他。雖然加瑞根明知在首都坎帕拉大量人民被射殺，他仍相信阿敏的解釋，說清勦奧博特的殘黨才可為烏干達帶來長治久安。但很快，加瑞根发现自己靠著烏干達貧窮人民的民脂民膏過著富裕生活，對阿敏政權心有不安。
不久后，加瑞根發現阿敏冷落了他三個妻子中最年輕的一個——凱，因為她誕了一個患了癲癇的兒子，马肯茲。加瑞根治療马肯茲的同時，和凱產生了感情。
加瑞根目睹阿敏多疑，殘暴和仇外，對他的信心日少，对阿敏提出想回到自己的国家，被阿敏拒绝，理由是乌干达需要加瑞根的帮助，自己治理国家也需要加瑞根帮助，阿敏还把加瑞根的英國護照換成烏干達護照，防止他回国。加瑞根發現護照被換後，去到英國驻乌干达高级专员公署求助，但職員告訴他，除非他以私人醫生之利行刺阿敏，否則不會協助他離開。加瑞根不從。
凱告訴加瑞根她有了加瑞根的骨肉。若給阿敏知道凱不忠，凱就會被阿敏殺死，所以凱求加瑞根給他秘密地墮胎。阿敏藉詞要加瑞根出席西方記者的記者會，令加瑞根錯失了和凱約定的時間。凱以為自己遭丟棄，逕自去到鄰近村落墮胎。她在那裏被阿敏的軍隊抓住。加瑞根找到她的時候，只能發現她的屍體被殘酷虐待。他懊悔不已，終於面對阿敏暴政的不人道罪行，決定只有殺了他才能制止他。
不久，一批巴勒斯坦武裝分子挾持一班客機到恩德培，尋求政治庇護。阿敏為了幫助「巴勒斯坦兄弟」，帶同加瑞根趕到恩德培機場。在機場，阿敏的一個保镖發現加瑞根意圖用頭痛藥毒殺阿敏。加瑞根的計劃曝光，被阿敏的爪牙毒打。阿敏到達後，告訴加瑞根他已發現他和凱的私情。他命令爪牙用肉鉤勾著加瑞根的胸部皮膚，把他吊起來。
随后，阿敏把除以色列人以外的人質釋放，虐待加瑞根的人把他暫時棄置在地上。加瑞根的同僚均居趁機拯救加瑞根。均居拜托加瑞根把暴政真相告訴全世界，因世界會相信白人說的話，然後調查阿敏的統治。均居把自己的外套給了加瑞根，擦去他臉上的血，把他偷運上返还獲釋人質的客機。當守衛發現加瑞根失蹤，均居被当場射殺。飛機帶同加瑞根帶開烏干達，阿敏想阻止也太遲了。電影最後以伊迪·阿敏的真實片段終結，字幕交待他的獨裁殺了至少300,000個烏干達平民，當阿敏1979年被推翻，人民上街慶祝。

## 角色
- 佛瑞斯·惠特克 饰 伊迪·阿敏
- 詹姆斯·麥艾維 饰 尼古拉斯·加瑞根

## 外部連結
- 互联网电影数据库（IMDb）上《最後的蘇格蘭王》的资料（英文）
- 豆瓣电影上《最後的蘇格蘭王》的資料 （简体中文）
- AllMovie上《最後的蘇格蘭王》的资料（英文）
- Box Office Mojo上《最後的蘇格蘭王》的資料（英文）
- 爛番茄上《最後的蘇格蘭王》的資料（英文）
- Metacritic上《最後的蘇格蘭王》的資料（英文）